# Posmrtna maska
Posmrtna maska je odlitek pokojnikovega obraza, narejen iz mavca ali voska. Posmrtne maske služijo kot spomin na umrle ali kot zgled za izdelovanje portretov. 